# Rhodes Bluff
Koordinaten: 79° 50′ 0″ S, 83° 20′ 0″ W
Rhodes Bluff ist ein freiliegender Steilhang, der das nordwestliche Ende der Enterprise Hills in der Westantarktis bildet. Er liegt etwa 3,2 Kilometer nordwestlich des Mount Dolence, nördlich und östlich erstreckt sich der Union-Gletscher.
Rhodes Bluff wurde vom United States Geological Survey im Rahmen der Erfassung der Enterprise Hills in den Jahren 1961–66 durch Vermessungen vor Ort und Luftaufnahmen der United States Navy kartografiert. Benannt wurde er vom Advisory Committee on Antarctic Names nach Lieutenant Joseph J. Rhodes vom Civil Engineer Corps der US-Marine, der das Wartungsprogramm  auf der McMurdo-Station während der Winterexpedition des Jahres 1966 leitete.